# Sharan Dhaliwal
Sharan Dhaliwal é uma escritora e editora anglo-indiana. Em 2016, Sharan fundou a revista cultural britânica do sul da Ásia Burnt Roti. Ela é a diretora fundadora da "Middlesex Pride" e criadora de "Oh Queer Cupid". Em 2022, ela publicou seu primeiro livro intitulado "Burning My Roti", uma mistura de memórias e comentários sobre a identidade e queerness do Sul da Ásia.

## Biografia
Sharan Dhaliwal, de ascendência sul-asiática, foi criada em Southall e Hounslow, no oeste de Londres.
Ela fundou a Burnt Roti em março de 2016, seguida por uma presença online um mês depois. O objetivo é defender os criativos do Sul da Ásia e fornecer um espaço de apoio para iniciar conversas sobre questões que os afetam.
Em 2018, Sharan Dhaliwal se declarou bissexual e voltou a escrever para refletir sobre sua experiência em lidar com as percepções de outras pessoas sobre sua sexualidade.
Sharan Dhaliwal escreveu para diversas publicações, incluindo iD, HuffPost, Metro e The Guardian. Ela foi jurada do Concurso Criativo de Não-ficção do PRISM International, em 2019.
Em 2021, Sharan Dhaliwal fundou o Middlesex Pride, inicialmente como um recurso online. O primeiro evento presencial foi realizado em Osterley Park, em agosto de 2023.

## Publicações selecionadas
- 'Saindo do armário aos trinta anos', em Nickodemus, Lauren; Desmond, eds. (2019). The Bi-ble: New Testimonials: Further Original Essays and Narratives about Bisexuality. [S.l.]: Monstrous Regiment. ISBN 978-1916117914 (2019). A Bíblia: Novos Testemunhos: Mais Ensaios e Narrativas Originais sobre Bissexualidade . Regimento Monstruoso.
- 'Você sabia que Gandhi era racista? ', em Bourne, Shakirah; Levy, eds. (2021). Allies: Real Talk About Showing Up, Screwing Up, And Trying Again. [S.l.]: DK Children. ISBN 978-0241505953 (2021). "Aliados: conversa real sobre aparecer, errar e tentar novamente" . Crianças DK.
- 'A Natureza da Sustentabilidade Branca', em Shahwar, Durre; Sarwar-Skuse, eds. (2024). Gathering: Women of Colour on Nature. [S.l.]: 404 Ink (2024). Encontro: Mulheres de Cor na Natureza .

## Prêmios
- 2019 - Lista das 100 mulheres da BBC[11]
- 2022 - Lista de poder DIVA[12]
- 2023 - Lista de poder DIVA[13]
- 2023 - Revista Atitude 101[14]
- 2023 - British LGBT Awards, Metro Top 10 Broadcasters, Jornalistas ou Anfitriões[15]